# Прибитківська сільська рада
Прибитківська сільська рада — колишня адміністративно-територіальна одиниця та орган місцевого самоврядування у Лугинському і Словечанському районах Коростенської і Волинської округ, Київської та Житомирської областей Української РСР з адміністративним центром у селі Прибитки.

## Населені пункти
Сільській раді на час ліквідації були підпорядковані населені пункти:
- с. Прибитки;
- с. Старі Велідники.

## Населення
Кількість населення ради, станом на 1923 рік, становила 1 117 осіб, кількість дворів — 194.

## Історія та адміністративний устрій
Створена 1923 року в с. Прибитки Норинської волості Овруцького повіту Волинської губернії. 7 березня 1923 року увійшла до складу новоствореного Лугинського району Коростенської округи. 25 січня 1926 року передана до складу Словечанського району Коростенської округи. Станом на 17 грудня 1926 року в підпорядкуванні ради значилися хутір Осне та посел. Рудка, які, на 1 жовтня 1941 року не перебували на обліку населених пунктів.
Станом на 1 вересня 1946 року сільська рада входила до складу Словечанського району Житомирської області, на обліку в раді перебувало с. Прибитки.
2 вересня 1954 року, відповідно до рішення Житомирського облвиконкому № 1087 «Про перечислення населених пунктів в межах районів Житомирської області», до складу ради включено с. Старі Велідники Нововелідницької сільської ради Словечанського району.
Ліквідована 5 березня 1959 року, відповідно до рішення Житомирського облвиконкому № 161 «Про ліквідацію та зміну адміністративно-територіального поділу окремих сільських рад області», територію та населені пункти приєднано до складу Нововелідницької сільської ради Словечанського району Житомирської області.